# Piet Kamerman
Piet Kamerman (Eindhoven, 28 december 1925 – Utrecht, 3 juni 2025) was een Nederlands acteur en toneelschrijver.

## Loopbaan
Zijn eerste optreden was in het circus als dwerg samen met een clown (1935). Dat was nog in Eindhoven en omstreken. Hij moest toen een keus maken tussen ijs verkopen of aan het toneel. Geld verdienend met ijsverkoop, had hij zijn eigen semiprofessioneel gezelschap. Hij werd vervolgens opgeleid aan de Toneelschool aan de Marnixstraat 150 in Amsterdam. Hij deed daar in 1952 examen. Hij deed dat in de klas met Els Bouwman, Karin Haage, Elly Ruimschotel, Winnifred Bosboom, Carl van der Plas en Wim van den Heuvel. 
In Baantjer heeft hij van alle acteurs die Lowietje speelden het langst in de serie gezeten: van 2001 tot aan het einde van de serie in 2006. Hij is ook bekend door zijn rol als Snoek in de televisieserie Laat maar zitten.
In 2020 was Kamerman op 94-jarige leeftijd de hoofdpersoon in de documentaire Het late leven van regisseur Jaap van den Beukel. Deze documentaire ging over ouderdom.

## Privéleven
Hij is zoon van Petronella Hendrina Wijdeveld en Jan Kamerman, die in 1942 overleed. Kamerman woonde meer dan 50 jaar in Ierland. Hij was tot haar overlijden getrouwd met actrice Elly Ruimschotel (1931–2000).
Kamerman overleed op 99-jarige leeftijd.

## Filmografie

### Film
- 1981 - Te gek om los te lopen - Bob
- 1985 - Parfait Amour - Guido Vercauteren
- 1986 - De Stayer
- 1987 - Blonde Dolly - Debrie
- 1987 - Ei - Gerard
- 1989 - Elcker
- 1990 - Meeuwen
- 1997 - Gordel van smaragd - Oom
- 2002 - Loenatik: De moevie - Suppoost
- 2006 - Kilkenny Cross - Samuel
- 2007 - Wolfsbergen - Konraad

### Televisie (selectie)

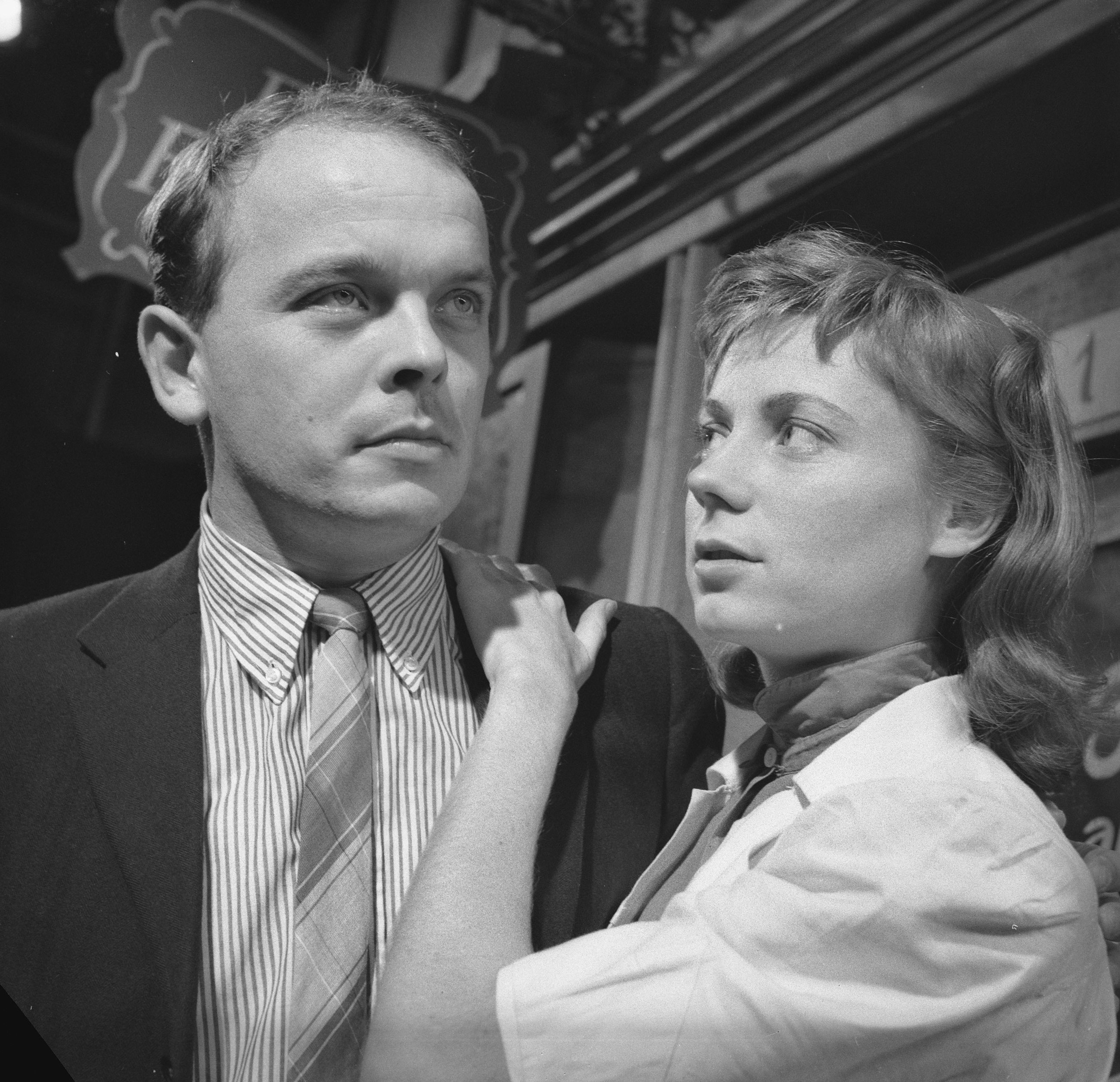
met Ingeborg Elzevier in het tv-spel De ooggetuige

- 1957 - Morgen Gebeurt Het - Geneman
- 1961 - Donkere Dagen in de Stad
- 1961 - De ooggetuige
- 1973 - Tijl Uilenspiegel - Monnik
- 1974 - De stille kracht - Dr. Van Doorn
- 1975 - De verlossing - Pastoor Kips
- 1975 - Van oude mensen, de dingen die voorbijgaan - Steyn de Weert
- 1975 - Oorlogswinter - Schafter
- 1977 - Hollands Glorie - Scheepskok Blekemolen
- 1981 - Mata Hari - John MacLeod
- 1982 - Mensen zoals jij en ik - Van Driel
- 1983 - Dolly Dots - Meneer Schaap
- 1985 - Mensen zoals jij en ik - Clown
- 1988–1991 - Laat maar zitten - Snoek
- 1999 - De zeven deugden - Wodan
- 2001–2006 - Baantjer (1995-2006) - Lowietje

### Gastrollen
- 2001 - Wet & Waan (2000-2001), aflevering Saskia - Antingh